# Тиверці
Ти́верці (д.-рус. тиверци) —  східнослов'янське плем'я, що жило у лісостеповій зоні між Дністром, Прутом і Дунаєм, в середній та нижній течії цих річок. Твердження літопису їх про присутність на чорноморському узбережжі є сумнівним, оскільки найпівденніші археологічні пам’ятки, що пов'язуються з тиверцями, знайдені на відстані 50—70 км від моря. Тиверці і уличі, як вважають сучасні дослідники, були нащадками антів і входили до Антського союзу.[джерело?]

## Назва
Етнонім тиверці не має загальновизнаної етимології. Здебільшого, пов'язується з стародавньою назвою Дністра: (грец. Τύρας,— читається як «Тірас»); яка виводиться від давньоперської назви річки — Turā (швидкий), спорідненою з давньоіндійською Tīvrā. Інша версія виводить племінну назву від назви міста Тивер, яка пов'язується з династичним ім'ям боспорських царів Тиверті (лат. Tiberius, Тиберій).
Словацький історик XIX ст. Павел Шафарик звернув увагу, що в деяких джерелах тиверці написані як «тирвиці» і що литовською tiray означає «степ», з цього він висловив здогад, що тирвиці — це мешканці степів, степняки. Ще в літописі написано, що дуліби і тиверці є племенем толковини — себто «толкові люди», «мудрі люди» або, перекладачі. Окрім того, Павел Шафарик вбачав схожість назв «тиверці» і «тверці» (мешканці міста Твер та його околиць), з чого зробив припущення, що, можливо, між представниками цих племен є певна спорідненість.

## Історія
Вперше в середині IX століття тиверці згадуються у «Повісті минулих літ» поряд з уличами в регіоні від річок Дністер та Дунай до Чорного моря. Основне заняття — хліборобство, але відомо, що також вони мали майстерні для ремісництва (ковалі, гончарі, ювеліри, зброярі). Частина племені розселилася в волоському ареалі. З літописними тиверцями пов'язують городища в селах сучасної Молдови: с. Єкімеуць, с. Алчедар, с.Цареука
У Тверському літописі 863 р. є відомість про боротьбу київських князів Аскольда та Діра з тиверцями, а у 885 р. князь Олег «мав рать з тиверцями й улучами». Тиверці брали участь у походах на Царгород давньоруських князів Олега (907 р.) і Ігоря (944 р.) — як їхні союзники; у середині X століття увійшли до складу Київської держави. Антропологічно в цей час були носіями масивних широколицих форм, чим різнилися від грацильних та вузьколицих мешканців територій сучасної Румунії та Угорщини. Вважається, що тиверці є вихідцями з північніших регіонів слов'ян.
Тиверці у X — XII століттях під натиском печенігів і половців посунулися на північ, де змішалися з сусідніми племенами часів Київської Русі. У XII — XIII століттях землі тиверців входили до складу Галицького князівства. Деякі сучасні дослідники вважають, що саме вони стали попередниками гуцулів (мешканців Карпатських гір), хоча це мабуть сумнівна версія, адже тиверці завжди воліли жити у лісостеповій зоні і завжди переважно були хліборобами, та все може бути внаслідок ворожих навал. Нащадки тиверців також увійшли до складу українського народу, в тому числі в декотрій кількості мабуть й у Бессарабії (здебільшого — у північній) та Буковині, Частина їх зазнала румунізації (Молдова, Волощина).
Леонтій Войтович вказує, що «витіснені печенігами з південних районів тиверці розселилися серед карпатських хорватів, в основному на території пізнішого Теребовельського князівства».

## Пам'ять
Назви селища Тиврів, що розташоване на Південному Бузі у Вінницькій області, і села Тирава (нині Мриголод у Підкарпатському воєводстві Польщі) Павел Шафарик пов'язував з тиверцями, які мігрували на Поділля і Галичину внаслідок набігів кочівників.

### Довідники
- Тиверці // Етимологічний словник української мови : в 7 т. / редкол.: О. С. Мельничук (гол. ред.) та ін. — К. : Наукова думка, 2006. — Т. 5 : Р — Т. — С. 564. — ISBN 966-00-0785-X.
- Тиверці // Енциклопедія українознавства : Словникова частина : [в 11 т.] / Наукове товариство імені Шевченка ; гол. ред. проф., д-р Володимир Кубійович. — Париж — Нью-Йорк : Молоде життя, 1976. — Кн. 2, [т. 8] : Символізм — Технічні рослини. — С. 3196. — ISBN 5-7707-4049-3.
- Тиверцы // Энциклопедический словарь : в 86 т. (82 т. и 4 доп.). — СПб. : Ф. А. Брокгауз, И. А. Ефрон, 1890—1907. (рос.) (рос.)
- Синиця Є. В. Тиверці // Енциклопедія історії України : у 10 т. / редкол.: В. А. Смолій (голова) та ін. ; Інститут історії України НАН України. — К. : Наукова думка, 2013. — Т. 10 : Т — Я. — С. 75. — ISBN 978-966-00-1359-9.
- Тиверцы // Полный церковно-славянский словарь / сост. свящ. Григорий Дьяченко. — Москва : Отчий дом, 2004. — С. 1120. — ISBN 5-86809-048-9. (рос.)

### Статті
- Леонтій Войтович. Прикарпаття в другій половині I тисячоліття н. е.:найдавніші князівства. — 2010. — Т. Вісник Львівського університету, № Вип. 45. — С. 13—54. [Архівовано 10 серпня 2017 у Wayback Machine.]

### Книжки
- Павел Шафарик. Славянские древности. Том II. Книга II / Пер. О. М. Бодянского. — Москва, 1847. — С. 361. (рос.)